# Silikatputz
Silikatputz ist ein bautechnisches Beschichtungsmittel, das vorwiegend als Endputz auf Baustoffe und Wärmeverbundsysteme aufgetragen wird. Der Putz besteht aus (anorganischen) Silikaten, denen bis zu  5 % (organischer) Kunstharzanteil (Dispersionsfarbe) beigefügt wird, um die Farbtonstabilität und die Haftungseigenschaften zu verbessern. Das Aushärten des feucht aufgetragenen Putzes vollzieht sich mit dem Kohlendioxid (CO2) aus der Luft in einer chemischen Umsetzung zu Kalziumsilikat und Kieselsäure. Dieser als Verkieselung bezeichnete Prozess wird auch zur Abdichtung in der Bauwerkstechnik eingesetzt. Silikatputz zeichnet sich durch gute Wasserbeständigkeit und hohe Wasserdampfdurchlässigkeit aus. Daher wird diese Putzart in der Baudenkmalpflege bevorzugt eingesetzt. Die technischen und qualitativen Anforderungen sind in der Europäischen Norm DIN EN 15824 „Festlegungen für Außen- und Innenputze mit organischen Bindemitteln“ geregelt. Die Zugabe der Dispersionsfarbe ermöglicht breit gefächerte Farbvariationen mit vielfältigen Anwendungen.

## Nachweise
1. ↑  DIN  EN 15824: Europäische Norm Festlegungen für Außen- und Innenputze mit organischen Bindemitteln, abgerufen am 17. Juni 2013.